# Fledermaus-Polka
Fledermaus-Polka, op. 362, är en polka av Johann Strauss den yngre. Den framfördes första gången den 10 februari 1874 i Sofienbad-Saal i Wien.

## Historia
Polkan sattes samman utifrån melodier ur Johann Strauss tredje och mest berömda operett: Läderlappen, som hade premiär den 5 april 1874. Strauss arrangerade sammanlagt sex separata orkesterverk från operettens musik. Den framfördes första gången den 10 februari 1874 i Sofienbad-Saal vid en karnevalsbal anordnad av Journalist- och författarföreningen "Concordia". Strauss dirigerade själv Capelle Strauss. Polkans huvudtema är hämtat från duetten "Glücklich ist, wer vergißt!" från akt I. Strauss använde också musik från Rosalindes aria "So muß allein ich bleiben" också den från akt I, del av balettmusiken från akt II

## Om polkan
Speltiden är ca 4 minuter och 4 sekunder plus minus några sekunder beroende på dirigentens musikaliska tolkning.
Polkan var ett av sex verk där Strauss återanvände musik från operetten Läderlappen:
- Fledermaus-Polka, Polka, Opus 362
- Fledermaus-Quadrille, kadrilj, Opus 363
- Tik-Tak-Polka, Schenll-Polka, Opus 365
- An der Moldau, Polka-francaise, Opus 366
- Du und Du, Vals, Opus 367
- Glücklich ist, wer vergißt!, Polkamazurka, Opus 368